# هارفي ليمون
هارفي ليمون هو لاعب كرة قدم سورينامي في مركز الوسط، ولد في 21 يوليو 1975 في سورينام. شارك مع منتخب سورينام لكرة القدم. أما مع النوادي، فقد لعب مع S.V. Leo Victor ‏.

## وصلات خارجية
- هارفي ليمون على موقع الاتحاد الدولي (مؤرشف)  (الإنجليزية)
- هارفي ليمون على موقع قاعدة بيانات كرة القدم.إي يو (الإنجليزية)
- هارفي ليمون على موقع ناشيونال فوتبول تيمز (الإنجليزية)